# 日本架空説
『日本架空説』（にっぽんかくうせつ）は、シンガーソングライターさだまさしの2000年9月21日発表のソロ26枚目のオリジナル・アルバムである。

## 概要
さだのこよなく愛する日本の美しい情景を描いた作品で構成されている。タイトルは、そのような美しい日本は実は最初から存在しなかったのではないかという意味であり、1995年の『さよなら にっぽん』と同様に、日本の現状に対する憂いを逆説的に表現したものとなっている。
また、さだはこの年の6月22日にロンドンのロイヤル・アルバート・ホールでコンサートを行っており、それに先立ってこのアルバムの一部のレコーディングをロンドンのスタジオ（Air Lyndhurstおよびアビー・ロード・スタジオ）で行った。
ジャケットの題字は、さだの親友である画家の原田泰治が揮毫した。

## 収録曲
| 全作詞・作曲: さだまさし、全編曲: 渡辺俊幸（特記以外）。 |                                           |            |            |      |
| #                                                        | タイトル                                  | 作詞       | 作曲・編曲 | 時間 |
| 1.                                                       | 「飛沫 (しぶき)」                         | さだまさし | さだまさし | 3:43 |
| 2.                                                       | 「風炎 (フェーン)」                       | さだまさし | さだまさし | 4:03 |
| 3.                                                       | 「アパート物語」                          | さだまさし | さだまさし | 6:13 |
| 4.                                                       | 「城のある町」(編曲: 倉田信雄)            | さだまさし | さだまさし | 5:00 |
| 5.                                                       | 「天空の村に月が降る」                    | さだまさし | さだまさし | 4:03 |
| 6.                                                       | 「The Day After Tomorrow ～明後日まで～」 | さだまさし | さだまさし | 3:57 |
| 7.                                                       | 「舞姫」                                  | さだまさし | さだまさし | 5:47 |
| 8.                                                       | 「八ヶ岳に立つ野ウサギ」                  | さだまさし | さだまさし | 6:35 |
| 9.                                                       | 「月蝕」                                  | さだまさし | さだまさし | 4:23 |
| 10.                                                      | 「最期の夢」                              | さだまさし | さだまさし | 7:03 |
| 合計時間:                                                | 合計時間:                                 | 50:47      |            |      |

### 解説
1. 飛沫 (しぶき)
横断歩道で手を上げて待つ子供の姿を大人に対する信頼の象徴と捉え、その信頼を裏切った大人の後ろめたさと子供達が向けていた信頼の消滅の過程を描く作品。
2. 風炎 (フェーン)
恋人との別れを春の終わりを告げるフェーン現象と重ね合わせた作品。季節と心象風景を対比させている。
この『風炎』はさだの造語ではなく気象学者岡田武松が考案し、後に歳時記に採用されたものからの利用であり、この字を使った理由を自身の30周年コンサート最終夜のトークで詳しく述べている。
2000年9月27日に安田祥子・由紀さおりがカバー。
3. アパート物語
さだが学生時代からグレープ時代にかけて住んでいた市川市内のアパートをモデルとする作品。ライナーノーツによるとそのアパートにはさだの後、後にさだのマネージャーとなる山下純二が住み、更にその後はクラフトの三井誠が住んでいた。
4. 城のある町
香川県丸亀市の市制100周年記念事業として、原田泰治が丸亀の春夏秋冬をテーマとした絵を描き、さだがイメージソングを作った。
歌詩中に「月菜汁」という架空の郷土料理が登場する。歌を聴いた市民有志によって実際に「月菜汁」を作るという試みが行われており、丸亀市では学校給食のメニューにも取り入れられている[1]。
5. 天空の村に月が降る
岩永辰尾の写真集『天界の郷』に収録された長野県下伊那郡上村の棚田の風景に魅せられたさだが、棚田の1枚1枚すべての水面に月が映る「田毎の月」の美しさを歌った作品。
6. The Day After Tomorrow ～明後日まで～
ビートルズの「イエスタデイ」に対するさだのアンサーソング。ロイヤル・アルバート・ホールでのコンサートに先立ちアビー・ロードの第2スタジオで作曲、レコーディングした。レコーディング中に急遽コンサートで発表することが決まり、その日の内に作詩、コンサート当日に初歌唱した。
7. 舞姫
「一途」をテーマとする作品。帰らぬ恋人を待ち続け、いつしか伝説となった女性を描く。森鷗外の同名の小説をモチーフとしている。
8. 八ヶ岳に立つ野ウサギ
僻地医療に携わる医師を描いた作品。さだの在住する諏訪市周辺で活動する2人の実在の医師をモデルとしている。曲名はモデルの医師らがさだの「風に立つライオン」（『夢回帰線』収録）に倣って「八ヶ岳に立つ野ウサギ」を自称していることによる。間奏・エンディングに「ロンドンデリーの歌」が使用されている。
9. 月蝕
月蝕の夜に行われる祭の夜の様子と、恋人との永遠の別離について描いた作品。
さだによると、この歌のモチーフは実在する祭では無く、日本古来の「祭」の持っていた精神的な領域を自分なりにイメージしたものであるとライナーツノートに書かれている。
10. 最期の夢
「もしも人生の最期に望みどおりの夢を見られるとしたら、何を見たいか？」というテーマの作品。さだによれば、これは自分の一生を賭けた質問である。
大河原遁の漫画『王様の仕立て屋〜サルト・フィニート〜』にこの楽曲をモチーフとするエピソードがある。

## 曲注釈
- 全曲 作詩[2]・作曲：さだまさし

## 主な参加ミュージシャン
- ギター：石川鷹彦、松原正樹
- ピアノ：倉田信雄
- ストリングス：The London Session Orchestra、篠崎正嗣Strings

ほか